# Lưu Thiệu (Lưu Tống)
Lưu Thiệu (giản thể: 刘劭; phồn thể: 劉劭; bính âm: Liú Shào) (426–453), tên tự Hưu Viễn (休遠), thụy hiệu là Nguyên Hung (元凶, nghĩa là "đầu sỏ"), là một hoàng đế có thời gian trị vì ngắn ngủi của triều Lưu Tống trong lịch sử Trung Quốc. Ông là thái tử của Văn Đế, song sau khi hay tin về việc phụ hoàng định phế truất mình, ông đã tiến hành chính biến và sát hại phụ hoàng rồi đoạt lấy ngôi vị, song sau đó chính ông lại bị đánh bại rồi bị giết chết dưới tay hoàng đệ là Vũ Lăng vương Lưu Tuấn, Lưu Tuấn lên ngôi trở thành Hiếu Vũ Đế.

## Làm thái tử
Năm sinh chính thức của Lưu Thiệu là 426, khi đó cha của ông Lưu Nghĩa Long (Văn Đế) đã là hoàng đế. Tuy nhiên, các sử sách chính thức đã chỉ ra rằng đó không phải là năm sinh thực sự của ông, ông là con trai của cha cùng Hoàng hậu Viên Tề Quy, và khi ông sinh ra thì Lưu Nghĩa Long vẫn đang là Nghi Đô vương dưới quyền trị vì của huynh trưởng là Thiếu Đế. Theo chính sử thì lý do năm sinh của ông bị giả mạo là bởi Lưu Thiệu đã được thụ thai trong giai đoạn Lưu Nghĩa Long đang phải để tang ba năm phụ hoàng Vũ Đế, trong thời gian đó Lưu Nghĩa Long có nghĩa vụ phải kiêng quan hệ nam nữ. Do Vũ Đế qua đời năm 422, nên năm sinh thật sự của Lưu Thiệu là vào một thời điểm nào đó từ năm 423 đến 425. Lưu Thiệu là con trai cả của Văn Đế.
Các ghi chép chính thức cũng nói về một câu chuyện khác, đó là khi Lưu Thiệu chào đời, Viên Hoàng hậu đã nhìn người con mới chào đời rồi nói rằng, "tướng mạo của đứa trẻ này thật khác thường, và nó chắc chắn sẽ phá hủy quốc gia và gia đình mình; Ta sẽ không nuôi nó." Sau đó, bà muốn người con trai mới lọt lòng phải chết, song khi Văn Đế hay tin thì liền chạy đến và cứu lấy đứa trẻ. (Sử gia hiện đại Bá Dương nghi ngờ về chi tiết này và cho rằng câu chuyện được bịa đặt sau các hành động của Lưu Thiệu.)
Năm 429, Văn Đế lập Lưu Thiệu làm thái tử. Năm 438, ông lấy con gái của viên quan Ân Thuần (殷淳) đã qua đời trước đó, tên là Ân Ngọc Anh, làm thái tử phi. Khoảng tết năm 440, Thái tử Thiệu được mặc trang phục của người lớn, đồng nghĩa với việc được công nhận là đã trưởng thành. Vào thời điểm này, ông được mô tả là một thanh niên tuấn tú và hiếu học, cũng có tài bắn cung và cưỡi ngựa. Ông thích tiếp nhiều khách ở trong cung của mình, và Văn Đế cung cấp bất kỳ điều gì ông mong muốn. Khoảng thời gian này, Lưu Thiệu cũng bắt đầu duy trì một đội cận vệ lớn để bảo vệ Đông cung.
Mẹ của Lưu Thiệu, Viên Hoàng Hậu, ban đầu được Văn Đế sủng ái. Tuy nhiên, theo thời gian, bà đã để mất lợi thế vào tay Phan thục phi. Một lần, để thử lòng Văn Đế, Viên Hoàng hậu đã lệnh cho Phan thục phi thỉnh cầu Văn Đế ban cho thân thích của mình một khoản phí tổn cao gấp từ sáu đến mười lần so với khoản Văn Đế đã trao cho thân thích của Hoàng hậu trước đây, và Văn Đế đã dễ dàng chấp thuận. Từ thời điểm đó, bà trở nên bực bội với Văn Đế, rồi lâm bệnh trong khi lòng tràn ngập đố kị, song ngay cả khi bị bệnh thì bà vẫn không chịu hòa giải với Văn Đế. Năm 440, Viên Hoàng hậu qua đời, và do đó Lưu Thiệu trở nên bực bội với Phan thục phi và con trai của bà ta là Thủy Hưng vương Lưu Tuân. Lưu Tuân biết được điều này nên đã khéo léo bợ đỡ và nuôi dưỡng mối quan hệ với Lưu Thiệu, và hai anh em do đó đã trở nên cực kỳ thân thiết.
Năm 450, khi Văn Đế muốn tấn công Bắc Ngụy để thu hồi lại các châu ở phía nam Hoàng Hà bị mất trong thời trị vì của Thiếu Đế (Văn Đế từng lấy lại được vào năm 430 song đến năm 431 lại để mất), Lưu Thiệu cùng với các tướng Thẩm Khánh Chi (沈慶之) và Tiêu Tư Thoại (蕭思話), phản đối chiến dịch song Văn Đế không nghe theo. Khi Bắc Ngụy Thái Vũ Đế phản công vào cuối năm và tiến sâu vào lãnh thổ Lưu Tống, đến tận Qua Bộ (瓜部, nay thuộc Nam Kinh, Giang Tô), đối diện với kinh thành Kiến Khang qua Trường Giang. Tuy nhiên, lúc này Thái Vũ Đế đã đề xuất về việc hai hoàng tộc thiết lập hòa bình bằng những mối quan hệ hôn nhân, theo đó một con gái của Văn Đế sẽ kết hôn với một cháu nội của Thái Vũ Đế, và một con gái của Thái Vũ Đế sẽ kết hôn với một con trai của Văn Đế là Vũ Lăng vương Lưu Tuấn (có Hán tự khác với Thủy Hưng vương Lưu Tuân). Lưu Thiệu đã ủng hộ kế hoạch này do khi đó cả hai em trai của ông là Lưu Tuấn và Nam Bình vương Lưu Thước (劉鑠), cũng như thúc phụ Giang Hạ vương Lưu Nghĩa Cung (劉義恭) đều đang bị mắc kẹt trong các thành bị Bắc Ngụy bao vây; tuy nhiên một đại thần cấp cao tên là Giang Đam (江湛) đã phản đối và điều này đã khiến cho Lưu Thiệu trở nên tức giận. Sau buổi thiết triều, Lưu Thiệu lệnh cho binh lính đẩy Giang Đam ngã xuống bậc thang, gần như đã giết chết Giang. Lưu Thiệu cũng đề xuất với Văn Đế rằng nên giết chết Giang Đam và một đại thần cấp cao khác là Từ Đam Chi [徐湛之, con trai hoàng tỉ của Văn Đế là Hội Kê Trưởng công chúa Lưu Hưng Đệ (劉興弟)] vì đã ủng hộ chiến dịch. Tuy nhiên, Văn Đế đã từ chối và nói rằng việc mở chiến dịch là ý của mình và Từ cùng với Giang chỉ đơn thuần là đã không phản đối nó. Từ thời điểm này trở đi, giữa Lưu Thiệu với Giang và Từ đã phát triển một mối thù hận sâu sắc. Do vậy, Giang Đam và Từ Đam Chi tiếp tục phản đối mạnh mẽ hiệp ước hôn nhân, và nó đã không bao giờ được thực hiện.
Năm 451, Lưu Thiệu đã nhúng tay vào cái chết của một hoàng thúc, đó là Bành Thành vương Lưu Nghĩa Khang. Do Lưu Nghĩa Khang là trung tâm của nhiều âm mưu (song ông ta không trực tiếp liên quan) nhằm hạ bệ Văn Đế và đưa ông ta lên ngôi, Văn Đế đã đưa Lưu Nghĩa Khang đi lưu đày. Do quân Bắc Ngụy vẫn còn ở sâu trong lãnh thổ Lưu Tống, Văn Đế lo ngại rằng sẽ tiếp tục xảy ra các âm mưu tương tự, Lưu Thiệu cùng với Vũ Lăng vương Lưu Tuấn và Hà Thượng Chi (何尚之) cũng chủ trương giết chết Lưu Nghĩa Khang. Văn Dế do đó đã cử người đến truyền lệnh buộc Lưu Nghĩa Khang phải tự sát, song vì Lưu Nghĩa Khang từ chối nên ông ta đã bị làm cho chết ngạt.

## Chính biến chống lại Văn Đế
Vào một thời điểm nào đó trước năm 452, Lưu Thiệu và Thủy Hưng vương Lưu Tuân quen biết với nữ vu Nghiêm Đạo Dục (嚴道育), khả năng ma thuật của người này được Đông Dương Hiến công chúa Lưu Anh Nga (劉英娥) hết sức tin tưởng. Do Văn Đế nghiêm khắc với con trai của mình, ông thường xuyên quở trách Lưu Thiệu và Lưu Tuân về những lỗi trong hành vi của họ. Ban đầu, Lưu Thiệu và Lưu Tuân yêu cầu Nghiêm sử dụng ma thuật để cầu xin các thần linh hãy khiến cho Văn Đế không nghe được tin về những lỗi của họ. Sau đó, Lưu Thiệu và Lưu Tuân bắt đầu yêu cầu Nghiêm hãy yểm bùa cho Văn Đế sớm chết, để Lưu Thiệu có thể sớm lên ngôi hoàng đế. Thời điểm này, trong các bức thư trao đổi giữa hai anh em, họ gọi phụ hoàng là "người đó", và gọi thúc phụ Giang Hạ vương Lưu Nghĩa Cung (tức người đang đứng đầu triều đình vào thời điểm đó) là "tên nịnh bợ."
Tuy nhiên, đến năm 452, tin tức về những trò phù thủy của Nghiêm đã bị bại lộ. Hầu gái của Lưu Anh Nga là Vương Anh Vũ (王鸚鵡), là người giúp liên lạc giữa Lưu Thiệu, Lưu Tuân và Nghiêm Đạo Dục, Vương Anh Vũ trước đó đã có quan hệ với một đầy tớ của Lưu Anh Nga tên là Trần Thiên Dữ (陳天與) và người này cũng tham gia vào trò phù thủy, tuy nhiên Vương Anh Vũ sau đó đã trở thành thê thiếp một thuộc hạ của Lưu Tuân tên là Thẩm Hoài Viễn (沈懷遠). Lo ngại rằng Thẩm Hoài Viễn sẽ phát hiện ra mối quan hệ xác thịt giữa mình và Trần Thiên Dữ trước đây, Vương Anh Vũ đã thuyết phục Lưu Thiệu giết chết Trần. Một đầy tớ khác tên là Trần Khánh Quốc (陳慶國), cũng tham gia vào trò phù thủy, hắn ta trở nên sợ hãi vì nghĩ rằng mình cũng sẽ bị giết hại nên đã báo lại sự việc cho Văn Đế. Văn Đế bắt giữ Vương Anh Vũ và tìm thấy thư tín giữa Lưu Tuân và Lưu Thiệu nói về trò phù thủy, và còn tìm thấy một hình nộm được sử dụng cho việc yểm bùa; Văn Đế sau đó cũng hạ lệnh bắt giữ Nghiêm song không thể tìm được người này. Tuy nhiên, Văn Đế đã không nhẫn tâm trừng phạt Lưu Thiệu và Lưu Tuân mà chỉ trách mắng họ.
Đến mùa xuân năm 453, Nghiêm Đạo Dục được Lưu Tuân che giấu tại Kinh Khẩu (京口, nay thuộc Trấn Giang, Giang Tô), sống trong nhà một đày tớ của Lưu Tuân tên là Trương Ngổ (張旿). Lưu Tuân sau đó trở thành thứ sử của Kinh Châu (荊州, nay là Hồ Bắc) với trị sở đặt tại Giang Lăng, và ông ta đưa Nghiêm quay trở lại kinh thành Kiến Khang. Tuy nhiên, vào lúc này, Văn Đế đã nhận được tin rằng Nghiêm đang sống trong nhà của Trương, và đã cho lục soát căn nhà nhà, và khi không tìm thấy Nghiêm (do bà ta đã trở về Kiến Khang cùng với Lưu Tuân), Văn Dế được kể lại rằng Nghiêm đang ở Kiến Khang cùng với Lưu Tuân. Văn Đế cực thịnh nộ, tin rằng Lưu Tuân và Lưu Thiệu vẫn tiếp tục liên quan đến trò ma thuật. Do đó, Văn Đế đã tính đến việc phế truất Lưu Thiệu và buộc Lưu Tuân phải tự sát. Văn Đế đã bí mật thảo luận chuyện này với Từ Đam Chi và Giang Đam cùng Vương Tăng Xước (王僧綽). Cuộc thảo luận trở nên bế tắc trước việc ai sẽ thay thế Thiệu làm thái tử, trong đó Giang Đam ủng hộ anh em đồng hao là Nam Bình vương Lưu Thước còn Từ Đam Chi thì ủng hộ con rể là Tùy vương Lưu Đản (劉誕), và bất chấp việc Vương Tăng Xước đã hối thúc nhanh chóng giải quyết vấn đề, Văn Đế vẫn do dự trong việc lựa chọn Lưu Thước hay Kiến Bình vương Lưu Hoành (劉宏). Trong khi đó, mặc dù việc thảo luận diễn ra trong bí mật, Văn Đế lại đi nói sự việc cho Phan thục nghi, và bà đã nhanh chóng báo tin cho con trai ruột là Lưu Tuấn, Lưu Tuấn sau đó báo cho Lưu Thiệu. Do đó, Lưu Thiệu đã lên kế hoạch chính biến chống lại phụ hoàng.
Ngoài một người tên là Viên Thục (袁淑), tất cả các cộng sự khác đều ủng hộ kế hoạch của Lưu Thiệu. Lưu Thiệu sau đó giả một chiếu chỉ của Văn Đế để cho quân của mình có thể tiến vào cung của vua phụ hoàng, giả vờ rằng đang chống lại một cuộc phản loạn, Lưu Thiệu đồng thời cử một thân tín tên là Trương Siêu Chi (張超之) vào phòng ngủ của Văn Đế để ám sát. Lưu Thiệu cũng ra lệnh giết chết Từ Đam Chi, Giang Đam, Phan thục phi và một số cộng sự khác của Văn Đế. Lưu Tuân nhanh chóng hội quân cùng Lưu Thiệu tại hoàng cung, và hai người này sau đó đã vu cáo rằng Văn Đế bị Từ và Giang sát hại. Lưu Thiệu lên ngôi hoàng đế.

## Thời gian trị vì ngắn ngủi
Mặc dù Lưu Thiệu đã đổ tội sát hại Văn Đế cho Từ và Giang, song sự thật đã sớm bị phơi bày. Do đó, mặc dù phần lớn các bá quan chịu khuất phục do lo sợ song hầu hết họ đều không thực sự trung thành với ông. Ông đã ban cái chết một số người em họ mà mình không ưa.
Lưu Thiệu sau đó đã gửi một mật chỉ để gửi cho Thẩm Khánh Chi, lệnh cho người này phải giết chết Vũ Lăng vương Lưu Tuấn [người đang là thứ sử Giang Châu (江州, nay là Giang Tây và Phúc Kiến). Tuy nhiên, Thẩm Khánh Chi lại trình mật chỉ này cho Lưu Tuấn và chủ trương rằng Lưu Tuấn cần phải nổi dậy để chống lại Lưu Thiệu. Lưu Tuấn đã chấp thuận và ngay sau đó đã hội quân cùng với một hoàng thúc phụ là Nam Tiếu vương Lưu Nghĩa Tuyên (劉義宣, đang là thứ sử Kinh Châu), Tang Chí [臧質, đang là thứ sử Ung Châu (雍州, nay là tây bắc bộ Hồ Bắc và tây nam bộ Hà Nam)), và Tùy vương Lưu Đản (đang là thái thú quận Hội Kê [會稽, nay gần tương ứng với Thiệu Hưng, Chiết Giang)], họ còn chủ trương Lưu Tuấn lên kế vị ngai vàng. Khi hay tin về cuộc nổi loạn, Lưu Thiệu trở nên sợ hãi, và ông đã đặt Kiến Khang trong thiết quân luật, thậm chí còn cho quản thúc tại phủ với các em trai và em họ ở Kiến Khang. Trong khi đó, Lưu Thiệu lập vợ mình là Ân Thái tử phi làm hoàng hậu và phong cho con trai Lưu Vĩ Chi (劉偉之) làm thái tử.
Lưu Thiệu nghi ngờ rằng những bá quan của phụ hoàng sẽ không trung thành với ông, vì thế ông đã cố đối xử tốt với các tướng Lỗ Tú (魯秀) và Vương La Hán (王羅漢), phó thác các việc binh cho họ, trong khi sử dụng một cộng sự lâu năm là Tiêu Bân (蕭斌) làm nhà chiến lược chính và thúc bá của Hoàng hậu là Ân Xung (殷沖) làm người tuyên huấn chính. Tiêu Bân đã đề xuất về việc Lưu Thiệu đích thân dẫn hạm đội của mình đi đánh Lưu Tuấn vì Lưu Tuấn có hạm đội nhỏ hơn và không phù hợp để giao chiến trên Trường Giang, hoặc phòng thủ hẻm núi ở Lương Sơn (梁山, nay thuộc Sào Hồ, An Huy). Tuy nhiên, vì bí mật ủng hộ Lưu Tuấn, Lưu Nghĩa Cung đã để xuất Lưu Thiệu nên ở tại Kiến Khang và phòng thủ thành chống lại quân của Lưu Tuấn, sử dụng sông Tần Hoài (秦淮河, chảy qua phía nam Nam Kinh ngày nay ra Trường Giang) làm tuyến phòng thủ, một chiến lược sẽ khiến cho quân của Lưu Tuấn có thể sử dụng được sức mạnh quân sự một cách hiệu quả trên bộ. Lưu Tuấn do đó đã có thể nhanh chóng tiến về Kiến Khang. Ban đầu, một tướng của Lưu Thiệu là Chiêm Thúc Nhi (詹叔兒) đề xuất rằng ông nên nhanh chóng tiến đánh tướng Liễu Nguyên Cảnh (柳元景) của Lưu Tuấn, song Lưu Thiệu đã không làm theo mà chỉ hạ lệnh tấn công sau khi doanh trại của Lưu Nguyên Cảnh đã được củng cố vững chắc. Tuy nhiên, quân của Lưu Thiệu dưới quyền chỉ huy của Tiêu Bân, nhạc phụ của Thủy Hưng vương Lưu Tuấn là Trữ Đam Chi (褚湛之), Lỗ Tú, và Vương La Hán đã có tiến triển trước quân của Lưu Nguyên Cảnh. Tuy nhiên, Lỗ Tú sau đó đã phá hoại kế hoạch tác chiến khi thổi hiệu lệnh rút lui. Lỗ Tú và Trữ Đam Chi sau đó đã nhân cơ hội để đầu hàng. Lưu Nghĩa Cung ngay sau đó cũng chạy trốn sang quân của Lưu Tuấn, và trong cơn thịnh nộ, Lưu Thiệu đã cho giết chết 12 con trai của Lưu Nghĩa Cung. Lo sợ tình hình trước mắt, song Lưu Thiệu đã không thể nghĩ ra được điều gì khác ngoài việc cúng tế thần linh.
Năm ngày sau đó, Lưu Tuấn đã tiến đến gần Kiến Khang, và vào ngày hôm sau, Lưu Tuấn đã lên ngôi hoàng đế (tức Hiếu Vũ Đế) trong khi các trận chiến vẫn đang tiếp diễn. Ngay sau đó, Lỗ Tú (nay là tướng của Lưu Tuấn) đã vượt qua sông Tần Hoài, quân của Lưu Thiệu đã sụp đổ. Quân của Lưu Tuấn bao vây hoàng cung, và Thủy Hưng vương Lưu Tuấn đã cố thuyết phục Lưu Thiệu rằng họ có thể chạy ra Đông hải, song Lưu Thiệu đã từ chối. Ngay sau đó, hoàng cung thất thủ, và mặc dù Lưu Thiệu trốn trong một cái giếng song vẫn bị phát hiện và bắt giữ. Lưu Tuấn công khai chặt đầu Lưu Thiệu cùng với bốn người con trai của ông. Ân Hoàng hậu và các con gái của Lưu Thiệu bị buộc phải tự sát. Lưu Tuấn cũng đặt thụy hiệu cho Lưu Thiệu là Nguyên Hung (元凶), nghĩa đen là "đầu sỏ."